# 棕尾漠百灵
棕尾漠百灵（学名：Ammomanes phoenicura），是百灵科漠百灵属的一种，分布于印度、尼泊尔和巴基斯坦。该物种的保护状况被评为无危。
棕尾漠百灵的平均体重约为25.6克。栖息地包括亚热带或热带的（低地）干草原和亚热带或热带的（低地）干燥疏灌丛。